# Liba (Szerémség)
Liba (Љуба) település Szerbiában, a Vajdaságban, a Szerémségi körzetben, Sid községben. Korábban jelentős magyar kisebbség is lakta.

## Demográfiai változások
| 1948 | 1953 | 1961 | 1971 | 1981 | 1991 | 2002 |
| ---- | ---- | ---- | ---- | ---- | ---- | ---- |
| 822  | 884  | 838  | 757  | 639  | 585  | 559  |